# Ducato del Palatinato-Neuburg

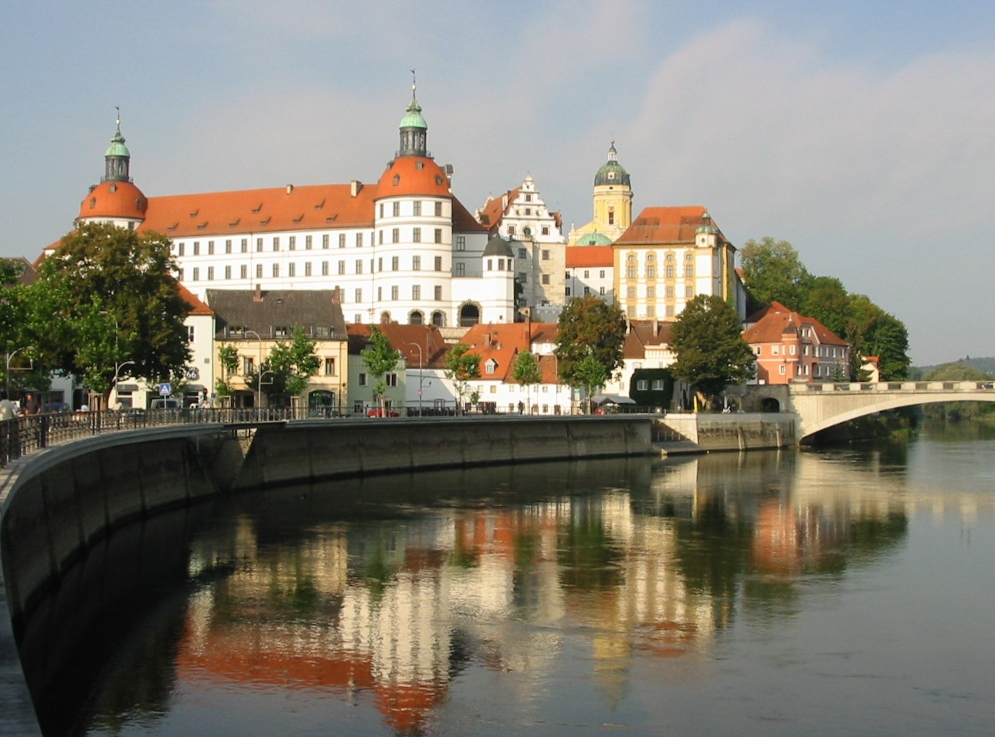
Il Castello di Neuburg

Il Palatinato-Neuburg fu uno stato del Sacro Romano Impero, fondato nel 1505 e retto da un ramo cadetto del Casato di Wittelsbach del Palatinato Elettorale. La sua capitale era Neuburg an der Donau. La sua area era di circa 2.750 km², con una popolazione di circa 100.000 abitanti. Aveva il decimo seggio fra i principi imperiali nel Reichstag.

## Storia
Il Ducato del Palatinato-Neuburg venne creato nel 1505 come risultato della guerra di successione di Landshut ed esistette sino al 1799 o il 1808. Dopo la cosiddetta Kölner Spruch (Verdetto di Colonia) il ducato venne derivato dai territori a Nord del Danubio e venne costituito per Ottone Enrico e per Filippo, figlio dell’ex vescovo Roberto di Frisinga. Durante la loro minore età, dapprima il loro nonno, Filippo, governò il Ducato sino alla sua morte nel 1508, e quindi Federico II. 

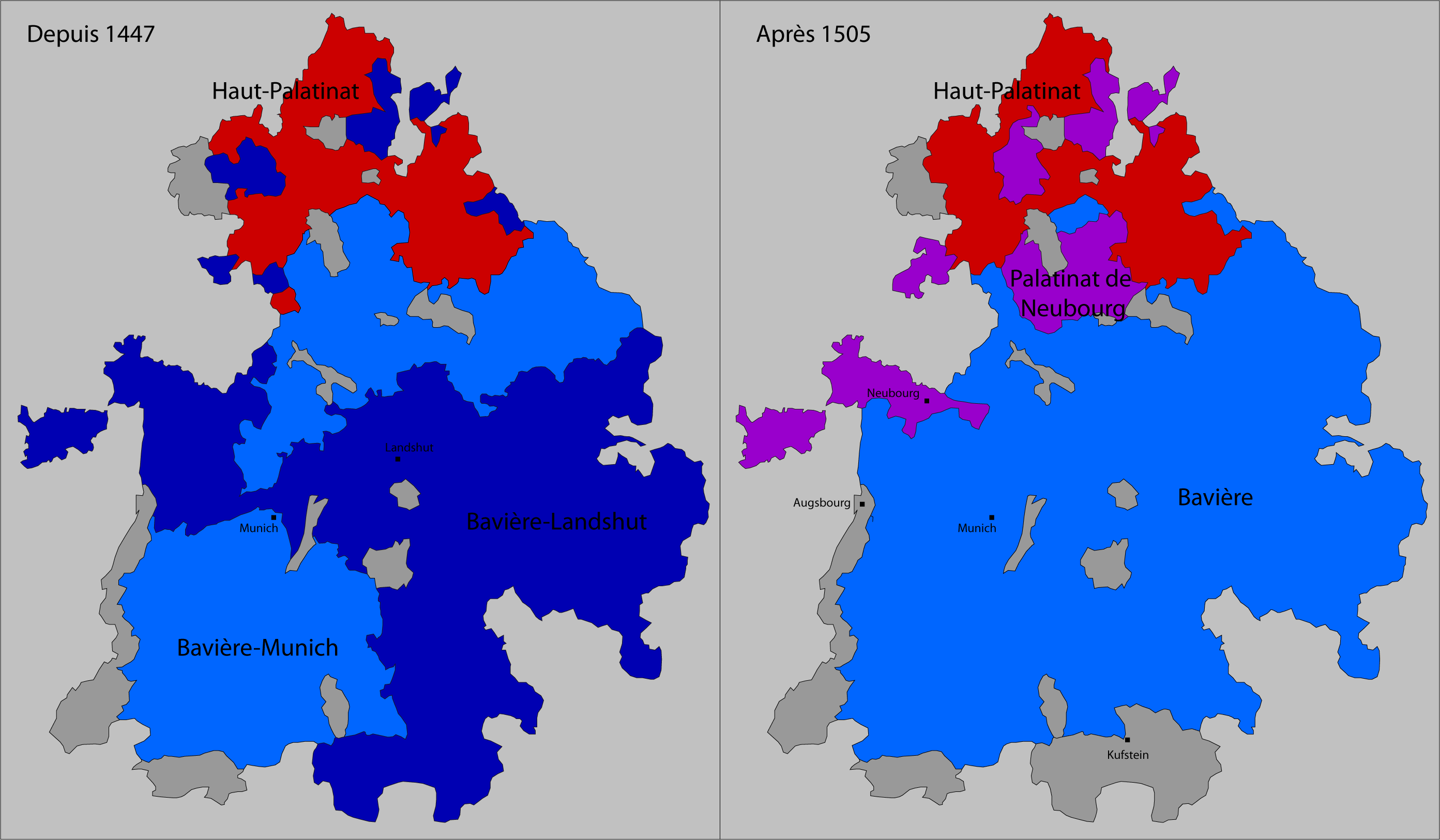
Risultato della guerra di successione nella Baviera-Landshut

Nel 1557 Ottone Enrico divenne inaspettatamente Elettore Palatino e per equilibri tra parenti cedette il suo ducato (il cosiddetto Nuovo Palatinato) a Volfango del Palatinato-Zweibrücken. Il figlio maggiore di Volfango, Filippo Luigi, fondò nel 1569 la Linea maggiore del Palatinato-Zweibrücken-Neuburg, dalla quale si originerà la linea del Palatinato-Sulzbach nel 1614. Il Palatinato-Neuburg aderì all'Unione protestante nel 1608. Nel 1685 la linea del Palatinato-Simmern si estinse e la dignità elettorale ed il grosso del Palatinato passarono in eredità alla linea del Palatinato-Neuburg.
Il Ducato del Palatinato-Neuburg venne abolito nel 1808. Nella partizione della Baviera del 1837 il Palatinato-Neuburg venne unito alla Svevia ma divenne parte dell'Alta Baviera solo negli anni settanta del XX secolo.

## Duchi Palatini di Neuburg
- Due fratelli, dapprima sotto la reggenza di Federico II del Palatinato
  - Ottone Enrico, 1505–1559 (Elettore Palatino dal 1556)
  - Filippo, 1505–1548

Ducato venduto per ascesa all’Elettorato:
- Volfango del Palatinato-Zweibrücken, 1559–1569
- Filippo Luigi, 1569–1614
- Volfango Guglielmo, 1614–1653
- Filippo Guglielmo, 1653–1690 (Elettore Palatino dal 1685)
- Elettore Giovanni Guglielmo, 1690–1716
- Elettore Carlo, 1716–42

Con la morte dell'Elettore Carlo Filippo nel 1742 tutti i suoi territori, incluso il Palatinato-Neuburg, passarono al Palatinato-Sulzbach, un'altra linea cadetta dei Wittelsbach palatini. Il successore fu quindi:
- Carlo Teodoro di Baviera, 1742–1799